# The Struts
The Struts é uma banda de rock inglesa formada em 2009. Atualmente é composta por Luke Spiller (vocalista), Adam Slack (guitarrista), Jed Elliott (baixista) e Gethin Davies (baterista). O quarteto esculpe uma excelente reputação no palco, chegando a abrir o show dos Rolling Stones, no Stade de France, em 13 de Junho de 2014. O grupo conta com 2 álbuns e diversos EP's.

## Estilo
Seu estilo combina  glam rock, indie rock, hard rock e rock alternativo. Tendo diversas influências, entre elas grupos como os Rolling Stones, Queen, David Bowie, T. Rex, Aerosmith, Oasis, Kinks, Slade, Supergrass, The Vaccines, The Libertines, Temples e outras.

## Membros
- Luke Spiller - vocalista
- Adam Slack - guitarrista
- Jed Elliott - baixista
- Gethin Davies - baterista

## Discografia

### Álbuns
O próximo álbum do The Struts, chamado Strange Days, de acordo com a conta oficial da banda no Twitter, será lançado no dia 16 de outubro de 2020. 

| Ano  | Álbum |
| ---- | --- |
| 2014 | Everybody Wants - Lançamento: 28 de julho de 2014 - Gravadora: Virgin EMI - Formato: Streaming \| Compact disk \| CD             |
| 2018 | Young & Dangerous - Lançamento: 26 de outubro de 2018 - Gravadora: Interscope Records - Formato: Streaming \| Compact disk \| CD |

### EPs
- Kiss This EP (2014, Virgin EMI)
- Have You Heard EP (2015, Interscope Records)